# Weinmannia ilutepuiensis
Weinmannia ilutepuiensis är en tvåhjärtbladig växtart som beskrevs av P.E. Berry & J. Bradford. Weinmannia ilutepuiensis ingår i släktet Weinmannia och familjen Cunoniaceae. Inga underarter finns listade i Catalogue of Life.